# Thomas J. Lane

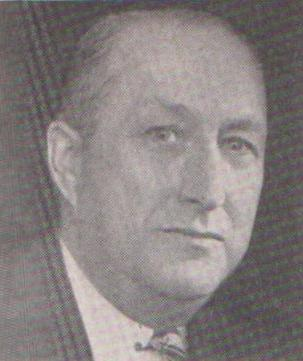
Thomas J. Lane

Thomas Joseph Lane (* 6. Juli 1898 in Lawrence, Essex County, Massachusetts; † 14. Juni 1994 ebenda) war ein US-amerikanischer Politiker. Zwischen 1941 und 1963 vertrat er den Bundesstaat Massachusetts im US-Repräsentantenhaus.

## Werdegang
Thomas Lane besuchte die Lawrence High School. Nach einem anschließenden Jurastudium und seiner 1925 erfolgten Zulassung als Rechtsanwalt begann er in diesem Beruf zu arbeiten. Dabei war er einige Zeit als Militäranwalt für die United States Army und danach als privater Rechtsanwalt tätig. Gleichzeitig schlug er als Mitglied der Demokratischen Partei eine politische Laufbahn ein. Zwischen 1927 und 1938 war er Abgeordneter im Repräsentantenhaus von Massachusetts. Danach saß er von 1939 bis 1941 im Staatssenat.
Nach dem Tod des Abgeordneten Lawrence J. Connery wurde Lane bei der fälligen Nachwahl für den siebten Sitz von Massachusetts als dessen Nachfolger in das US-Repräsentantenhaus in Washington, D.C. gewählt, wo er am 30. Dezember 1941 sein neues Mandat antrat. Nach zehn Wiederwahlen konnte er bis zum 3. Januar 1963 im Kongress verbleiben. Seit 1941 war auch die Arbeit des Kongresses von den Ereignissen des Zweiten Weltkrieges und dessen Folgen geprägt. In Lanes Zeit im Kongress fielen außerdem der Beginn des Kalten Krieges, der Koreakrieg und innenpolitisch die Bürgerrechtsbewegung. Im Jahr 1962 wurde er nicht wiedergewählt.
Zwischen 1965 und 1970 gehörte Lane dem Beraterstab des Gouverneurs von Massachusetts an. Er starb am 14. Juni 1994 in seinem Geburtsort Lawrence.